# 许成泽
許成澤（1908年—？），北韓政治人物，國內派人，官至祖國統一民主主義戰線中央委員及煤炭工業部長。

## 生平
許成澤出生於咸鏡北道的清津市。19歲那年，他開始參與抗日運動。1934年，他於莫斯科的东方劳动大学畢業。學成歸來後，他於咸鏡北道成立了各農民和工人組織。1936年，他因發動農民活動而被日本殖民地政府收禁，服刑3年。在獲釋後，他把目標轉移到朝鮮半島南方。1945年，他成為朝鮮共產黨的中央委員。翌年9月，他主持全國擺工運動，因而被捕，並入獄1年。
1948年，許成澤來到北韓，他成為祖國統一民主主義戰線中央委員。1953年，游擊隊派和國內派的權力鬥爭升溫，加上游擊隊派領袖金日成在黨內逐漸得勢，國內黨開始受到打壓。同年，國內派的首領李承燁被指意圖發動政變而被處決，多名成員也被捲入其中。但許成澤並未有牽涉其中，反被重用。1956年，他成功連任祖國統一民主主義戰線中央委員。翌年又被委任為朝鮮職業總同盟中央委員，又成功當選為最高人民會議代議員，並在同年9月晉升為煤炭工業部長。1958年得努力勛章，此後再沒有其消息。

## 資料來源
1. 1 2 3 4  .   [2013-12-22]. （原始内容存档于2016-03-07）.
2. 1 2  "历史回顧：金日成開展的党內鬥爭" 《多維新聞》 2012 9 14